# 第6回ニューヨーク映画批評家協会賞
第6回ニューヨーク映画批評家協会賞は、1940年の優秀な映画に贈られた賞である。1940年12月30日に発表された。

## 受賞
- 作品賞：
  - 怒りの葡萄

- 主演男優賞：
  - チャールズ・チャップリン - 独裁者

- 主演女優賞：
  - キャサリン・ヘプバーン - フィラデルフィア物語

- 監督賞：
  - ジョン・フォード - 怒りの葡萄、果てなき航路

- 外国映画賞：
  - The Baker's Wife（ フランス）

- 特別賞
  - ウォルト・ディズニー、レオポルド・ストコフスキー - ファンタジア

1. ↑  “New York Film Critics Circle Awards (1940)” (英語). IMDb. 2025年8月7日閲覧。